# A kék madár (anime)
A kék madár (メーテルリングの青い鳥　チルチルミチルの冒険旅行; Maeterlinck no aoi tori: Tyltyl Mytyl no bóken rjokó; Hepburn: Mēteruringu no aoi tori: Chiruchiru Michiru no bōken ryokō (Maeterlinck no aoi tori: Tyltyl Mytyl no bōken ryokō)) japán animesorozat, amelyet a Toei Animation, az Office Academy és a Group TAC készített Maurice Maeterlinck színműve alapján. Szaszagava Hirosi rendezte, a szereplőket Macumoto Leidzsi tervezte. Japánban a Fuji TV vetítette 1980. január 9. és július 9. között.

## Történet
A két testvér, Mytyl és bátyja, Tyltyl élete szomorú mióta édesanyjuk megbetegedett és kórházba került. Karácsony éjszakáján érdekes vendég érkezik az ablakon át, Berylune, a tündér. Ő meséli el a gyerekeknek, hogy ha boldogságra vágynak, akkor meg kell találniuk a Boldogság Kék Madarát. Ők nyomban útra is kelnek, hogy felkutassák a madarat. Az anime az útjukat mutatja be, melyre elkíséri őket számos szellem (mint az idő, a tűz, a víz, a tej, a cukor és a kenyér szelleme), valamint kutyájuk és macskájuk is (akik ez időre, két lábra állnak és ruhát is húznak).

## Szereplők
- Tyltyl – Furuja Tóru
- Mytyl – Kojama Mami
- Éjkirálynő – Miva Akihiro
- Berylune – Amacsi Fuszako, Tencsi Szoko
- Tilo (Chiro) – Nagai Icsiró
- Tylette (Chiretto) – Siraisi Fujumi
- Vízszellem – Ótake Hirosi, Ogata Kenicsi, Aszagami Jóko
- Óraszellem – Jada Kódzsi
- Fényszellem – Okamoto Mari
- Tejszellem – Nozava Maszako
- Cukorszellem – Szuzuki Tomiko
- Kenyérszellem – Furukava Tosio
- Narrátor – Furukava Tosio

### A magyar változat szereplőinek szinkronhangjai
- Bolba Tamás – Tyltyl
- Somlai Edina – Mytyl
- Kautzky Armand – Narrátor / Éjkirálynő / Vidám kövér úr / Görény / Óraszellem
- Pusztaszeri Kornél – Tylo, a kutya / Napszemüveges varjú / Angyal
- Némedi Mari – Tyltyl és Mytyl anyja / Tylette, a macska / Berylune, a boszorkány / Tyltyl és Mytyl nagymamája / Tűzszellem / Cukorszellem / Angyal
- Jani Ildikó – Fényszellem / Alvásszellem / Angyal / Tejszellem
- Makay Sándor – Kenyérszellem / Öreg tölgy / Tyltyl és Mytyl nagypapája / Szörny vezér (aki Vidám kövér úr volt) / Jövőország őre
- Barbinek Péter – Vízszellem / Boldog úr / Angyal
- Koroknay Géza – Tyltyl és Mytyl apja

## Epizódok
| #  | Epizód címe | Első japán sugárzás |
| -- | --- | ------------------- |
| 1  | Jóki na joru no hómonsa (陽気な夜の訪問者; Hepburn: Yōki na yoru no hōmonsha)                                              | 1980. január 9.     |
| 2  | Utae! Odore! Ju kaina jószeitacsi (歌え!踊れ!ゆかいな妖精たち; Hepburn: Utae! Odore! Yu kaina yōseitachi)                  | 1980. január 16.    |
| 3  | Ankoku rin va nazo ga ippai (暗黒林は謎がいっぱい; Hepburn: Ankoku rin wa nazo ga ippai)                                   | 1980. január 23.    |
| 4  | Jami no bannin. Joru no dzsoó (闇の番人・夜の女王; Hepburn: Yami no bannin. Yoru no joō)                                   | 1980. január 30.    |
| 5  | Konbanva júrei (こんばんは幽霊; Hepburn: Konbanwa yūrei)                                                                   | 1980. február 6.    |
| 6  | Dzsijú o nigitta toritacsi (自由をにぎった鳥たち; Hepburn: Jiyū o nigitta toritachi)                                       | 1980. február 13.   |
| 7  | Jókoszo! Bjóki no kuni e (ようこそ!病気の国へ; Hepburn: Yōkoso! Byōki no kuni e)                                           | 1980. február 20.   |
| 8  | Dzsikan ga tomatte iru kuni (時間が止まっている国; Hepburn: Jikan ga tomatte iru kuni)                                     | 1980. február 27.   |
| 9  | Futoriszugi ta siavasze (ふとりすぎたしあわせ; Hepburn: Futorisugi ta shiawase)                                            | 1980. március 5.    |
| 10 | Hadzsimemasite, haha no ai (はじめまして、母の愛; Hepburn: Hajimemashite, haha no ai)                                      | 1980. március 12.   |
| 11 | Joru no kjúden no himicu (夜の宮殿の秘密; Hepburn: Yoru no kyūden no himitsu)                                              | 1980. március 19.   |
| 12 | Oasis no nai szabaku (オアシスのない砂漠; Oasiszu no nai szabaku; Hepburn: Oashisu no nai sabaku)                          | 1980. március 26.   |
| 13 | Kikaidzsi kake no aoi tori (機械じかけの青い鳥; Hepburn: Kikaiji kake no aoi tori)                                         | 1980. április 9.    |
| 14 | Hakaba e no dzsótaidzsó (墓場への招待状; Hepburn: Hakaba e no jōtaijō)                                                     | 1980. április 16.   |
| 15 | Dóbucutacsi no hanran!! (動物たちの反乱!!; Hepburn: Dōbutsutachi no hanran!!)                                              | 1980. április 23.   |
| 16 | Umareru mae no kodomotacsi (生まれる前の子供たち; Hepburn: Umareru mae no kodomo tachi)                                    | 1980. április 30.   |
| 17 | Umarete ikunda ima… (生まれていくんだ今…)                                                                                  | 1980. május 7.      |
| 18 | Ógon no kuni va jume de ippai! (黄金の国は夢でいっぱい!; Hepburn: Ōgon no kuni wa yume de ippai!)                          | 1980. május 12.     |
| 19 | Abekobe-sima no kjodzsin! (あべこべ島の巨人!; Hepburn: Abekobe-shima no kyojin!)                                           | 1980. május 19.     |
| 20 | Sinkai va akuma no súkaidzsó (深海は悪魔の集会場; Hepburn: Shinkai wa akuma no shūkaijō)                                   | 1980. május 26.     |
| 21 | Akuma no szumu jasiki (悪魔の棲む屋敷; Hepburn: Akuma no sumu yashiki)                                                     | 1980. június 4.     |
| 22 | Joru no dzsoó to no taikecu (夜の女王との対決; Hepburn: Yoru no joō to no taiketsu)                                        | 1980. június 11.    |
| 23 | Madzsú to tatakae! Haha no inocsi o kakete (魔獣と戦え! 母の命を賭けて; Hepburn: Majū to tatakae! Haha no inochi o kakete) | 1980. június 18.    |
| 24 | Akuma no vana o toppa szejo (悪魔の罠を突破せよ; Hepburn: Akuma no wana o toppa seyo)                                      | 1980. június 25.    |
| 25 | Joru no dzsoó, akacuki ni siszu (夜の女王、暁に死す; Hepburn: Yoru no joō, akatsuki ni shisu)                              | 1980. július 2.     |
| 26 | Doko e aoi tori (何処へ 青い鳥)                                                                                            | 1980. július 9.     |

## Zene
A sorozatban egy nyitódal és egy záródal hallható. Előbbi a Siavasze no babira torarira (幸せのバビラトラリラ; Hepburn: Shiawase no babira torarira) Fukuhara Midori előadásában, utóbbi a Mado akari (窓灯り) Ószuga Hidekitől.

## Magyar megjelenés
Magyarországon egyetlen televízióadó sem adta le, csupán filmösszevágás készült belőle egy mozifilmbe, amelyet 1990-ben jelent meg VHS-en az Alkotók Stúdiója forgalmazásában.